# 1 Brygada Strzelców (1943)
1 Brygada Strzelców (1 BS) – brygada piechoty Polskich Sił Zbrojnych na Zachodzie.

## Historia
Z dniem 16 kwietnia 1943 roku 1 Samodzielna Brygada Strzelców została przemianowana na 1 Dywizję Grenadierów. W składzie 1 Dywizji Grenadierów utworzono nową Kwaterę Główną 1 Brygady Strzelców, której podporządkowano 1., 2. i 3. Bataliony Strzelców.
Minister Obrony Narodowej rozkazem L. 7540/O.I.43 z 7 czerwca 1943 roku zatwierdził w 1 Dywizji Grenadierów jako oddziały gospodarcze w rozumieniu przepisów OG 2. i 3. Batalion Strzelców.
W związku z reorganizacją 1 Dywizji Grenadierów, rozkazem Sztabu NW L.dz. 2845/Pers.43 z 28 lipca 1943 roku 21 oficerów z dowódcą batalionu, ppłk. dypl. Wacławem Kobylińskim, zostało przeniesionych wraz z 1 Baonem Strzelców Podhalańskich z 1 Dywizji Grenadierów do 1 Dywizji Pancernej.
Na podstawie rozkazu Naczelnego Wodza L.dz. 1210/Tjn.Org.43 z 21 września 1943 roku i rozkazu dziennego Nr 63 dowódcy 2 Dywizji Grenadierów Pancernych (Kadrowej) z 18 listopada 1943 roku dotychczasowy 2 Batalion Strzelców został przemianowany na 2 Baon Grenadierów (Kadrowy), natomiast dotychczasowy 3 Batalion Strzelców na 1 Baon Grenadierów (Kadrowy).

## Organizacja
- Kwatera Główna 1 Brygady Strzelców
- 1 Batalion Strzelców Podhalańskich
- 2 Batalion Strzelców → 2 Baon Grenadierów (Kadrowy)
- 3 Batalion Strzelców → 1 Baon Grenadierów (Kadrowy)

## Obsada personalna
- dowódca brygady - płk Marian Wieroński (od 6 V 1943[5])
- zastępca dowódcy brygady - ppłk piech. Otton Zieliński (od 13 VII 1943[6])